# Outsider (Ramones)
Outsider è un singolo della band punk Ramones. 
È stato pubblicato nell'album Subterranean Jungle del 1983.

## Storia
La canzone, scritta da Dee Dee Ramone, racconta di come la band si sia sentita esclusa dalle grandi radio, dai grandi mass media e di quanto non fossero stati accettati e compresi a pieno.
(Dee Dee Ramone)
Seymour Stein durante un'intervista per il film-documentario Too Tough to Die: a Tribute to Johnny Ramone ha dichiarato:
(Seymour Stein)

## Formazione
- Joey Ramone - voce
- Johnny Ramone - chitarra
- Dee Dee Ramone - basso e voce d'accompagnamento
- Marky Ramone - batteria

## Cover
Della canzone Outsider è stata eseguita una cover da parte della band pop punk dei Green Day nell'album Shenanigans e anche nell'album tributo ai Ramones We're a Happy Family.